# Arctosa humicola
Arctosa humicola este o specie de păianjeni din genul Arctosa, familia Lycosidae. A fost descrisă pentru prima dată de Bertkau, 1880. Conform Catalogue of Life specia Arctosa humicola nu are subspecii cunoscute.